# 萨拉·奈尔斯
萨拉·奈尔斯是一位英国女演员，生于伦敦南部，父母都是巴巴多斯人，他們于20世纪 50 年代末移居英国。 她曾在曼徹斯特都會大學攻讀戏剧专业， 又在Apple TV+剧集泰德·拉索：錯棚教練趣事多中饰演莎伦·菲尔德斯通医生（ Dr. Sharon Fieldstone），并凭借该剧获得两项艾美奖提名。她还在大禍臨頭（2015-2019年）、我可以毁掉你（2020年）、家·多點嘗試 （2021年）、 睡魔 （2022年）、勞德之家等電視劇中亮相。